# Departure (Taio Cruz)
Departure è l'album di debutto del cantante R&B/hip hop britannico Taio Cruz, pubblicato il 17 marzo 2008 dall'etichetta discografica Island.
Il disco è stato prodotto dallo stesso Cruz e promosso dai singoli I Just Wanna Know e Moving On, pubblicati negli anni precedenti, e da Come On Girl (in collaborazione con Luciana), I Can Be e She's Like a Star, questi ultimi usciti nel 2008.

## Tracce
1. I'll Never Love Again – 3:51
2. I Just Wanna Know – 4:00
3. I Can Be – 3:54
4. I Don't Wanna Fall in Love – 3:24
5. So Cold – 3:29
6. Fly Away – 4:05
7. Driving Me Crazy – 3:16
8. Moving On – 3:27
9. Come On Girl – 3:36 – (feat. Luciana)
10. Never Gonna Get Us – 3:54
11. She's Like a Star – 3:39
12. Can't Say Go – 3:23
13. Your Game – 3:39 – (Bonus track per iTunes)

Durata totale: 47:37

## Classifiche
| Classifica  | Posizione raggiunta |
| ----------- | ------------------- |
| Regno Unito | 17                  |